# Gisele Silver
Gisele Silver (hebräisch אסנת חכים; * 22. Mai 1976 in Karmi’el, Israel als Osnat Hakim) ist eine israelische Schauspielerin.

## Leben
Gisele Silver wurde als Osnat Hakim geboren. Sie änderte ihren Namen 2008 offiziell in Gisele Silver. Bis zu ihrem 14. Lebensjahr lebte Silver in Karmi'el und anschließend in Tel Aviv-Jaffa, wo sie später an der Thelma Yellin School of Arts und der Nissan Nativ Acting Studio Schauspiel studierte. Ihr Leinwanddebüt gab sie in der 1992 erschienenen und von Ayelet Menahemi und Nirit Yaron inszenierten Liebeskomödie Die Schwächen der starken Frauen an der Seite von Uri Gavriel und Sasson Gabai. Ihren bisher größten Erfolg hatte sie, als sie im Jahr 2002 für ihre Darstellungen in dem Sportdrama Beitar Provence und der Komödie Hochmat HaBeygale jeweils als Beste Hauptdarstellerin für den israelischen Filmpreis Ophir Award nominiert wurde.

## Filmografie (Auswahl)
- 1992: Die Schwächen der starken Frauen (Sipurei Tel-Aviv)
- 1995: Sahkanim
- 1998: Ba'al Ba'al Lev
- 2002: Beitar Provence
- 2002: Hochmat HaBeygale
- 2004: Ahava Colombianit
- 2004: Delusions

## Auszeichnung (Auswahl)
Ophir Award
- 2002: Nominierung als Beste Hauptdarstellerin für Hochmat HaBeygale
- 2002: Nominierung als Beste Hauptdarstellerin für Beitar Provence